# Yasuhiro Hato
Yasuhiro Hato (nacido el 4 de mayo de 1976) es un futbolista japonés. Juega de defensa y su equipo actual es el Yokohama F. Marinos de la J1 League japonesa. Ha jugado 15 partidos para la Selección de fútbol de Japón, disputando la Copa FIFA Confederaciones 2001 y la Copa Mundial de Fútbol de 2002.

## Selección nacional
Ha sido internacional con la Selección de fútbol de Japón, ha jugado 15 partidos internacionales.

### Participaciones Internacionales
| Torneo                    | Sede                  | Resultado  |
| ------------------------- | --------------------- | ---------- |
| Copa Confederaciones 2001 | Corea del Sur y Japón | Subcampeón |

## Clubes
| Club                | País  | Año       |
| ------------------- | ----- | --------- |
| Yokohama Flügels    | Japón | 1995-1998 |
| Yokohama F. Marinos | Japón | 1998-2004 |
| Kashiwa Reysol      | Japón | 2004-2005 |
| Omiya Ardija        | Japón | 2006-2009 |
| Yokohama F. Marinos | Japón | 2010-     |

## Logros en su carrera
- Copa FIFA Confederaciones:Subcampeón (2001)